# Chimonocalamus fimbriatus
Chimonocalamus fimbriatus är en gräsart som beskrevs av Chi Ju Hsueh och Tong Pei Yi. Chimonocalamus fimbriatus ingår i släktet Chimonocalamus och familjen gräs. Inga underarter finns listade i Catalogue of Life.